# Cyrtochilum dodianum
Cyrtochilum dodianum là một loài thực vật có hoa trong họ Lan. Loài này được (Ackerman & Chiron) Ackerman mô tả khoa học đầu tiên năm 2001.